# Єлизавета Брауншвейг-Вольфенбюттельська
Єлизавета Брауншвейг-Вонфенбюттельська (нім. Elisabeth von Braunschweig-Wolfenbüttel, 23 червня 1593— 25 березня 1650) — принцеса Брауншвейг-Вольфенбюттельська, дочка герцога Генріха Юлія Брауншвейг-Люнебурзького та Єлизавети Данської, дружина Августа Саксонського, згодом — герцога Йоганна Філіпа Саксен-Альтенбурзького.

## Біографія
Єлизавета народилась 23 червня 1593 року у Вольфенбюттелі третьою дитиною та другою донькою герцога Брауншвейг-Люнебурзького Генріха Юлія та його другої дружини Єлизавети Данської. У неї були рідний старший брат Фрідріх Ульріх та сестра Софія Ядвіґа, а також зведена сестра Доротея Ядвіґа. Згодом у Єлизавети з'явилося ще семеро рідних братів і сестер. 
У 18 років її видано в шлюб із 23-річним Августом Саксонським, молодшим сином курфюрста Саксонії Крістіана I. Весілля відбулося 1 січня 1612 року у Дрездені. Шлюб виявився бездітним. А за три роки Август раптово помер.

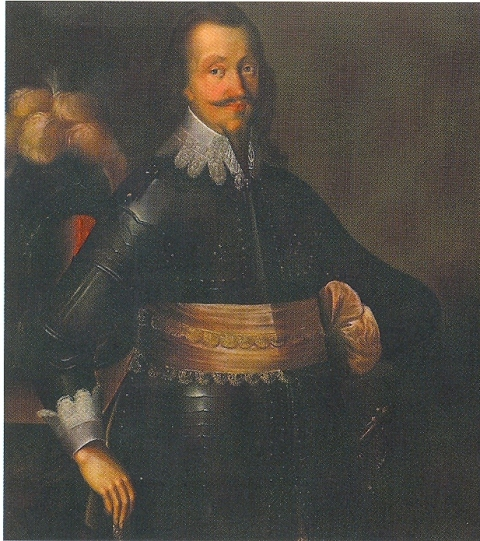
Йоганн Філіп

25 жовтня 1618 року Єлизавета стала дружиною герцога Саксен-Альтенбурзького Йоганна Філіпа. За рік народила єдину доньку Єлизавету Софію (1619—1680) — герцогиню Саксен-Готська, одружену з Ернстом I Благочесним, що народила 18 дітей.
Із Йоганном Філіпом Єлизавета прожила 20 років до його смерті у 1639 році. Сама ж герцогиня померла 25 березня 1650 року і була похована у альтенбурзькій Brüderkirche, як і її чоловік.